# Ruben Kogeldans
Ruben Kogeldans (* 4. Januar 1967 in Venlo, Niederlande; † 7. Juni 1989 bei Zanderij, Suriname) war ein niederländisch-surinamischer Fußballspieler, der in der Eredivisie für Willem II aus Tilburg aktiv war. Er starb beim Absturz von Surinam-Airways-Flug 764 in Suriname.

## Biographie
Ruben Kogeldans war der Sohn Paul Kogeldans', der seit 1957 als einer der ersten dunkelhäutigen Spieler in den Niederlanden beim VVV Venlo spielte und gleich bei seinem Debüt drei Tore erzielte. Die Familie war aus Suriname nach Limburg gekommen, von den vier Kindern Pauls wurden nur Ruben und sein älterer Bruder Gerold in den Niederlanden geboren. Anfang der 1960er waren sie die einzigen Surinamer, die in Venlo lebten. „Wir waren zu der Zeit eine echte Sehenswürdigkeit in der Stadt. Deutsche auf Einkaufstour wollten unbedingt Fotos mit mir machen. Die fanden so ein kleines Bürschchen mit Krauskopf wohl niedlich.“, erinnert sich Gerold Kogeldans.
Ruben spielte zunächst bei den Quick Boys, wurde aber bald von Scouts des VVV entdeckt. Hier durchlief der Mittelfeldspieler die Jugendmannschaften und spielte mit 20 Jahren im Nachwuchsteam. Nachdem er seine Hoger algemeen voortgezet onderwijs abgeschlossen hatte (vergleichbar etwa mit einem Fachabitur), studierte er in Tilburg an der Sportakademie. Hier hielt er sich bei Willem II fit, deren Gelände nahe der Akademie lag. Am Ende der Saison 1986/87 erklärten ihm die Venloer, dass sie für ihn keine Zukunft im Verein sähen. Er schloss darob mit Willem II einen Vertrag für deren zweite Mannschaft. Doch gleich im ersten Saisonspiel der Eredivisie 1987/88 kam er als rechter Verteidiger überraschend in der ersten Mannschaft zum Einsatz. Sein Gegenspieler Regi Blinker von Feyenoord wurde in der zweiten Halbzeit ausgewechselt. Von diesem Spiel an gehörte er fest zum Erstligakader der Tilburger und wurde einer der Publikumslieblinge. Er war schnell, beidfüßig und verfügte über großes technisches Können. In einem Artikel der Fußballzeitschrift Voetbal International wurde er als Braziliaanse back bezeichnet, als „brasilianischer Verteidiger“ – ein großes Kompliment für den Fan der brasilianischen Nationalmannschaft, der Pelé, Falcão, Zico und Frank Rijkaard als seine Lieblingsspieler nannte. Insgesamt machte er 36 Spiele für Willem II in der Eredivisie.
In der Winterpause 1988/89 erlitt Kogeldans eine Verletzung der Knöchelbänder, die ihn zeitweilig ein wenig zurückwarf. Obwohl er auch im Frühsommer noch nicht ganz fit schien, luden ihn Trainer Nick Stienstra und Organisator Sonny Hasnoe zur Reise ihrer Kleurrijk Elftal zu einem Freundschaftsturnier nach Suriname ein, nachdem einige Spieler der „ersten Wahl“ wie Jos Luhukay, Roberto Straal oder Henk Fräser abgesagt hatten. Die Douglas DC-8, mit der die Mannschaft nach Paramaribo flog, stürzte beim Landeanflug ab; Kogeldans und 14 weitere Spieler waren unter den 176 Todesopfern des Flugunfalls.